# مورتن هاغن
مورتن هاغن (بالنرويجية البوكمول: Morten Hagen)‏ هو لاعب غولف نرويجي، ولد في 6 أغسطس 1974.

## وصلات خارجية
- مورتن هاغن على موقع رابطة أوروبا للاعبي الغولف المحترفين (الإنجليزية)